# Lightfields

Lightfields est un drame fantastique en cinq parties diffusé pour la première fois sur ITV au Royaume-Uni le 27 février 2013. Il raconte l'histoire de trois familles différentes vivant dans la même maison à Suffolk pendant trois époques différentes : en 1944, en 1975 et en 2012. Les trois familles sont reliées par l'esprit d'une jeune fille, morte dans des circonstances mystérieuses en 1944.

## Synopsis
En 1944, Eve (Dakota Blue Richards), une évacuée de Londres, arrive à Lightfields avec sa petite sœur Vivien (Leilah de Meza) et est envoyée à la ferme afin d'aider son propriétaire Albert (Sam Hazeldine) et sa femme Martha (Jill Halfpenny). Très vite, elle devient amie avec leur fille, Lucy (Antonia Clarke), qui mourra tragiquement dans un accident dans la grange de la ferme après s'être disputée avec Eve à propos d'un aviateur américain, Dwight (Neil Jackson). Par la suite, ce qui est montré de cette époque est le deuil de la famille de Lucy, qui pleure la jeune fille, et la détermination d'Eve à trouver ce qui est vraiment arrivé à son amie.
En 1975, Vivien (Lucy Cohu) accompagnée de sa fille Clare (Karla Crome) arrive à Lightfields des années plus tard, durant l'été 1975. Elles vont y rester six semaines pour que Vivien essaye de prendre du recul vis-à-vis de l'échec de son mariage. Peu après leur arrivée, elles remarquent des activités inhabituelles, voire surnaturelles, dans la maison. Vivien, qui est la petite sœur d'Eve, commence à se souvenir par le biais de flashbacks de l'été qu'elle y a passé en tant qu'évacuée (Leilah de Meza), période que son esprit avait bloquée.
En 2012, Lightfields, qui est maintenant un bed & breakfast, est géré par le neveu de Lucy, Barry (Danny Webb). Quand le frère de Lucy, Pip (Michael Byrne), revient à Lightfields et que d'étranges phénomènes ont lieu, il croit qu'ils sont hantés par l'esprit de Lucy, qui ne repose pas en paix. Comme cela ne s'arrête pas, le beau-fils de Barry, Paul (Kris Marshall), retourne la situation à son avantage et essaye d'obtenir la garde de son fils Luke (Alexander Aze), dont Barry et sa femme Lorna (Sophie Thompson) s'occupent.

## Fiche technique
- Titre : Lightfields
- Basé sur : The Oaks
- Créé par : David Schulner
- Réalisé par : Damon Thomas
- Scénario : Simon Tyrell
- Compositeur : Michael Price
- Pays d'origine : Royaume-Uni
- Langue d'origine : Anglais
- Nombre de saisons : 1
- Nombre d'épisodes : 5
- Production : Kate Lewis, Cherry Gould
- Compagnies de production : ITV, 20th Century Fox Television
- Cinématographie : Tim Fleming
- Diffusé sur : ITV, STV, UTV
- Dates de diffusion : Du 27 février 2013 au 27 mai 2013
- Temps moyen d'un épisode : 45-47 minutes

## Personnages

### Lightfields en 1944
- Lucy Felwood (interprétée par Antonia Clark) : Lucy est morte dans un incendie dans une grange en 1944. La police pense qu'il ne s'agissait que d'un tragique accident mais d'autres n'en sont pas si sûrs.
- Eve Traverse (interprétée par Dakota Blue Richards) : Elle est venue apporter son aide à la ferme et est devenue amie avec Lucy. Après sa mort, elle est déterminée à découvrir la vérité sur l'incendie.
- Vivien Traverse (interprétée par Leilah de Meza) : Petite sœur d'Eve, elle sait quelque chose sur la mort tragique de Lucy. Personne d'autre ne le sait. La petite fille a été tellement choquée par ce qu'elle a vu que sa mémoire a bloqué ce souvenir pendant des années.
- Martha Felwood (interprétée par Jill Halfpenny) : Mère de Lucy. Après sa mort, elle pleure sa fille.
- Albert Felwood (interprété par Sam Hazeldine) : Père de Lucy, il sait quelque chose à propos de cette terrible nuit.
- Dwight Lawson (interprété par Neil Jackson) : Aviateur américain. Il avait rendez-vous avec Lucy le soir de l'incendie. Certains indices pourraient le relier à l'incendie.
- Tom (interprété par Danny Miller) : Travaille à la ferme de Lightfields et avait un penchant pour Lucy.
- Harry Dunn (interprété par Luke Newberry) : Habite dans le village et avait également un penchant pour Lucy. Après sa mort, il devient ami avec Eve afin de trouver la vérité.
- Pip Felwood (interprété par Larry Mills) : Petit frère de Lucy.

### Lightfields en 1975
- Vivien Mullen (née Traverse) adulte (interprétée par Lucy Cohu) : Vient à Lightfields des années plus tard et se souvient petit-à-petit du terrible été 1944.
- Clare Mullen (interprétée par Karla Crome) : Fille de Vivien. Elle a une relation avec Nick.
- Tom adulte (interprété par Wayne Foskett) : Habite dans le village et vient aider Clare et Vivien à réparer la ferme. Peut-être en sait-il plus sur l'incendie qu'il ne veut le faire croire.
- Nick (interprété par Chris Mason) : A une relation avec Clare.

### Lightfields en 2012
- Pip Felwood âgé (interprété par Michael Byrne) : Revient à Lightfields après une opération mais ce retour va faire remonter à la surface des souvenirs d'enfance douloureux datant de 1944.
- Barry Felwood (interprété par Danny Webb) : A transformé Lightfields en bed & breakfast. Il est le fils de Pip.
- Lorna Felwood (interprétée par Sophie Thompson) : Femme de Barry. Elle l'aide à gérer Lightfields.
- Luke Fenner (interprété par Alexander Aze) : Petit-fils de Barry et Lorna. Il habite à Lightfields.
- Paul Fenner (interprété par Kris Marshall) : Il était marié à la fille de Barry et Lorna, Trisha, décédée. Il tente de récupérer la garde de son fils Luke.